# Tornavacas

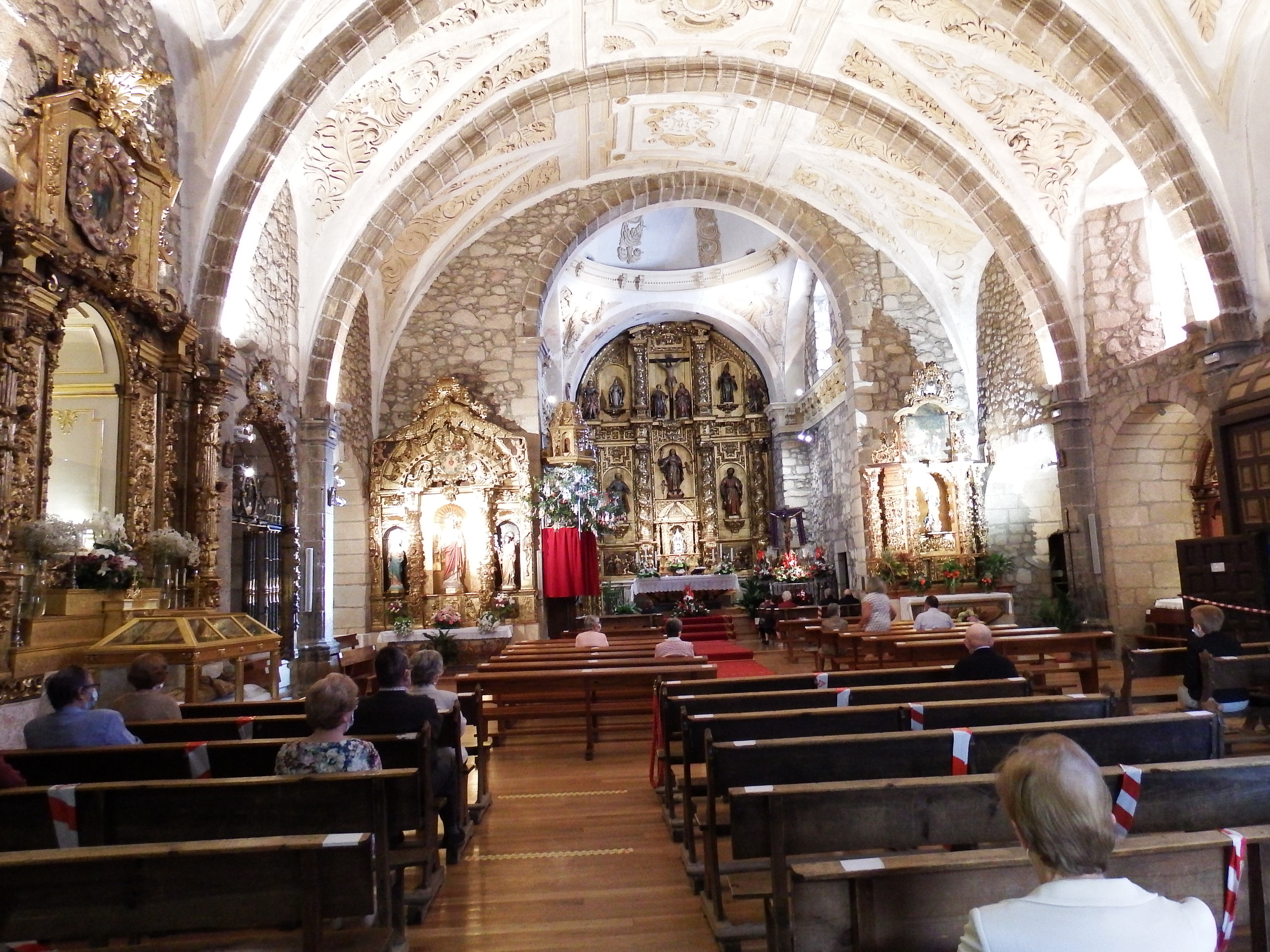
Tornavacas – Iglesia de Ntra. Señora de la Asunción

Tornavacas ist ein Ort und eine Gemeinde (municipio) mit 991 Einwohnern (Stand: 2024) im Nordosten der Provinz Cáceres in der autonomen Region Extremadura im Westen Spaniens.

## Lage und Klima
Der ca. 870 m hoch gelegene Ort Tornavacas liegt am oberen Ende des Jerte-Tals in den Südhängen des Iberischen Gebirges. Die Entfernung nach Plasencia beträgt etwa 45 km (Fahrtstrecke) in südwestlicher Richtung; die Städte Salamanca und Avila sind jeweils etwa 110 km in Richtung Norden bzw. Nordosten entfernt. Das Klima im Sommer ist meist warm, im Winter und in kalten Nächten kann die Temperatur jedoch auch auf Minusgrade fallen; Regen fällt in mehr als ausreichenden Mengen (ca. 1200 mm/Jahr).

## Bevölkerungsentwicklung
| Jahr      | 1857 | 1900 | 1950 | 2000 | 2021 |
| Einwohner | 1271 | 1554 | 2292 | 1328 | 1065 |

Aufgrund der zunehmenden Mechanisierung der Landwirtschaft und der Aufgabe bäuerlicher Kleinbetriebe („Höfesterben“) ist die Einwohnerzahl seit der zweiten Hälfte des 20. Jahrhunderts deutlich gefallen.

## Wirtschaft
Basis der Wirtschaft des Ortes war und ist die Landwirtschaft und hier vor allem die Kultivierung von Obstbäumen – die Kirschen aus dem Valle del Jerte sind in ganz Spanien bekannt; auch die Weidewirtschaft (Rinder, Schafe und Ziegen) spielt eine nicht unbedeutende Rolle. Der Tourismus hat seit den 1970er Jahren eine zunehmende Bedeutung erlangt.

## Geschichte
Keltische, römische, westgotische und islamische Spuren konnten bislang nicht nachgewiesen werden; es scheint, dass die Geschichte des Ortes mit der Wiederbesiedlung (repoblación) durch Christen aus dem Norden der Iberischen Halbinsel nach Rückeroberung (reconquista) und der Vertreibung der Mauren im ausgehenden 12. Jahrhundert begann. Unter den Neusiedlern waren auch Juden, die sich jedoch als Folge des Alhambra-Edikts von 1492 zum Christentum bekennen oder auswandern mussten. Auf seinem Weg ins Kloster von Yuste machte Karl V. im November 1556 eine Nacht in Tornavacas Station.

## Sehenswürdigkeiten
- Die unter dem Patrozinium der Himmelfahrt Mariens stehende Iglesia de Ntra. Señora de la Asunción ist ein Bau des 16. Jahrhunderts. Im Gegensatz zum eher kargen Äußeren steht das etwa 12 m breite, aber nur etwa 8 m hohe barocke Kirchenschiff. Die Apsis wird von einem vergoldeten Schnitzaltar (retablo) des 17. Jahrhunderts eingenommen; zwei weitere kleinere Begleitaltäre sind ebenfalls üppig gestaltet.[4]
- Mehrere Kapellen (ermitas) und Brunnen (fuentes) bereichern das Ortsbild.[5]